# Napoleonaea
Napoleonaea là một chi thực vật có hoa trong họ Lecythidaceae.

## Loài
Chi Napoleonaea gồm các loài: